# いろは坂、上がってすぐ。
『いろは坂、上がってすぐ。』（いろはざか あがってすぐ）は、勇人による日本の漫画作品。『ヤングガンガン』（スクウェア・エニックス）にて2012年2号から2013年16号まで連載された。

## あらすじ
世界観は作者の前作である『はなまる幼稚園』とリンクしており、土田直純などが登場する。

## 登場人物
橘雫（たちばな　しずく）
質屋『ぜにや』の店長。女子高生。
クロ
雫と一緒に質屋のお客さんを出迎える。
月乃（つきの）
近所に住む雫の幼馴染。しっかり者。
翔太（しょうた）
雫の幼馴染で月乃の弟。

## 単行本
1. 2012年7月25日 ISBN 978-4-7575-3679-1
2. 2013年3月25日 ISBN 978-4-7575-3916-7
3. 2013年10月25日 ISBN 978-4-7575-4096-5